# Hvem ved hvad
Hvem ved hvad er en dansk propagandafilm fra 1942, der er instrueret af Mogens Skot-Hansen efter manuskript af ham selv og Hagen Hasselbalch.

## Handling
En lille film, der på uhøjtidelig måde opfordrer folk til at supplere deres viden om landbrugsforhold og beskæftigelsespolitik ved et besøg på Bellahøj, hvor Regeringens Beskæftigelsesudvalg har sin store udstilling "Arbejdet kalder".